# Forest-l'Abbaye
Forest-l'Abbaye is een gemeente in het Franse departement Somme (regio Hauts-de-France) en telt 306 inwoners (1999). De plaats maakt deel uit van het arrondissement Abbeville.

## Geografie
De oppervlakte van Forest-l'Abbaye bedraagt 3,3 km², de bevolkingsdichtheid is 92,7 inwoners per km².
De onderstaande kaart toont de ligging van Forest-l'Abbaye met de belangrijkste infrastructuur en aangrenzende gemeenten.

## Demografie
Onderstaande figuur toont het verloop van het inwonertal (bron: INSEE-tellingen).